# Kayije Kagame
Kayije Kagame (Ginebra, 1987) es una artista y actriz suiza.

## Vida y carrera
Kagame nació en el seno de una familia ruandesa en Ginebra en 1987. Su padre, Faustin, es un destacado periodista político y asesor del Presidente de Ruanda, Paul Kagame (sin parentesco); su madre es profesora de historia y francés. Uno de sus hermanos es el cineasta Shyaka Kagame.
Kayije empezó a interesarse por la interpretación a los 19 años, cuando se encontró con el director Raffaele Curi en Roma y éste le ofreció un papel en una obra. Estudió teatro en el Conservatorio de Música de Ginebra durante un año, y en 2010 se matriculó en la Escuela Nacional Superior de Artes y Técnicas del Teatro (ENSATT) de Lyon. En 2014, asistió a un programa de formación de verano en Nueva York organizado por el director de teatro Robert Wilson, quien la contrató ese año para su reposición de Les Nègres en el Odéon de París.
En Saint Omer (2022), de Alice Diop, Kagame debutó en el largometraje interpretando a Rama, una escritora embarazada que observa a una mujer (interpretada por Guslagie Malanda) juzgada por matar a su propia hija de un año. El personaje de Kagame tiene un análogo en la vida real en Diop, que asistió al juicio en el que se basa la película. Kagame fue elegida como una de las Révélations en la 48.ª edición de los Premios César, y European Film Promotion (EFP) la nombró una de las Shooting Stars de 2023.

## Filmografía
- Saint Omer (2022)